# Rodeo Escalon - Añahuani
Rodeo Escalon - Añahuani (auch nur: Rodeo) ist eine Ortschaft im Departamento Potosí im südamerikanischen Andenstaat Bolivien.

## Lage im Nahraum
Rodeo Escalon - Añahuani liegt im nördlichen Teil der Provinz Charcas und ist der zweitgrößte Ort im Cantón Añahuani im Municipio Toro Toro. Die Ortschaft liegt auf einer Höhe von 2840 m am linken, südlichen Ufer des nach Nordwesten fließenden Río Rodeo, der flussabwärts in den Río Toro Toro übergeht.

## Geographie
Rodeo Escalon - Añahuani liegt zwischen den beiden Anden-Gebirgsketten der Cordillera Central und der Cordillera Oriental.
Das Klima ist wegen der Höhenlage angenehm ausgeglichen, jedoch über weite Teile des Jahres sehr trocken. Die mittlere Durchschnittstemperatur der Region liegt bei etwa 18 °C (siehe Klimadiagramm Toro Toro), die Monatsmittel schwanken nur unwesentlich zwischen 14,5 °C im Juli und 20 °C von November bis Januar. Der Jahresniederschlag beträgt etwa 560 mm, bei einer deutlich ausgeprägten Trockenzeit von April bis Oktober mit Monatsniederschlägen unter 25 mm, und einer Feuchtezeit von Dezember bis Februar mit deutlich über 100 mm Monatsniederschlag.

## Verkehrsnetz
Rodeo Escalon - Añahuani liegt in einer Entfernung von 356 Kilometern nördlich von Potosí, der Hauptstadt des Departamentos.
Von Potosí aus führt die Nationalstraße Ruta 5 in nordöstlicher Richtung in das 169 Kilometer entfernte Sucre. Von dort führt eine unbefestigte Straße über Poroma, Soicoco und Thola Pampa de Chuquisaca nach Viru Viru, überquert auf einer Brücke den Río San Pedro unterhalb der Mündung des Río Chayanta, und erreicht nach weiteren sieben Kilometern Carasi.
Von Carasi aus führt die Straße dreißig Kilometern weiter nach Rodeo Escalon - Añahuani und acht Kilometer später nach Torotoro und von dort in die Region Cochabamba.

## Bevölkerung
Die Einwohnerzahl der Ortschaft ist in dem Jahrzehnt zwischen den beiden letzten Volkszählungen auf das Doppelte angestiegen:
| Jahr | Einwohner         | Quelle       |
| ---- | ----------------- | ------------ |
| 1992 | keine Detaildaten | Volkszählung |
| 2001 | 104               | Volkszählung |
| 2012 | 215               | Volkszählung |
| 2024 |                   | Volkszählung |

Die Region weist einen deutlichen Anteil an Quechua-Bevölkerung auf, im Municipio Toro Toro sprechen 99,1 Prozent der Bevölkerung Quechua.